# Leaflet
Leaflet — библиотека с открытым исходным кодом, написанная на JavaScript, предназначенная для отображения карт на веб-сайтах. Поддерживает большинство мобильных и стационарных платформ из числа тех, что поддерживают HTML5 и CSS3.
Наряду с OpenLayers и Google Maps API — одна из наиболее популярных картографических JavaScript-библиотек, использующаяся на таких крупных сайтах, как Flickr, Foursquare, Craigslist, Data.gov, IGN, проектах Викимедиа, OpenStreetMap, Meetup, WSJ, MapBox, CloudMade, CartoDB и других.
Автор библиотеки — киевлянин Владимир Агафонкин на момент выхода первой версии (2011) был сотрудником CloudMade, c 2013 перешёл в MapBox.
Leaflet позволяет разработчику, не знакомому с ГИС, легко отображать растровые карты, состоящие из маленьких фрагментов — тайлов, с, возможно, дополнительными слоями, накладываемыми поверх основного. Слои могут быть интерактивными, например, отображать подсказку при клике по маркеру.

## Использование
Типичное использование Leaflet заключается в привязке карты к какому-либо элементу веб-страницы, например, к блоку <div>, после чего к карте добавляются слои и маркеры.
```
 
// create a map in the "map" div, set the view to a given place and zoom

 
var
 
map
 
=
 
L
.
map
(
'map'
).
setView
([
55.432
,
 
37.654
],
 
13
);

 

 
// add an OpenStreetMap tile layer

 
L
.
tileLayer
(
'http://{s}.tile.osm.org/{z}/{x}/{y}.png'
,
 
{

     
attribution
:
 
'&copy; <a href="http://osm.org/copyright">OpenStreetMap</a> contributors'

 
}).
addTo
(
map
);

```

Библиотека Leaflet доступна через переменную L.

## Возможности
Leaflet поддерживает слои Web Map Service (WMS), GeoJSON, векторные и тайловые слои. Многие другие типы слоёв поддерживаются дополнительными модулями.
Как и в других картографических веб-библиотеках, в Leaflet реализована следующая модель: отображается базовая карта с, возможно, растровыми и векторными слоями, накладываемыми поверх неё.

### Элементы
Основные типы объектов Leaflet:
- Растровые типы (TileLayer и ImageOverlay)
- Векторные типы (Path, Polygon и специфические типы, такие как Circle)
- Групповые типы (LayerGroup, FeatureGroup и GeoJSON)
- Управляющие элементы (Zoom, Layers и т. д.)

Также существуют вспомогательные классы для управления проекциями, трансформаций и взаимодействия с объектной моделью документа (DOM).

### Поддержка форматов ГИС
Несколько стандартных форматов ГИС поддерживается ядром Leaflet, остальные — модулями.
| Стандарт                     | Поддержка                                             |
| ---------------------------- | ----------------------------------------------------- |
| GeoJSON                      | Хорошая, ядро содержит функцию geoJson                |
| KML, CSV, WKT, TopoJSON, GPX | Модуль Leaflet-Omnivore                               |
| WMS                          | Ядро поддерживает подтип TileLayer.WMS                |
| WFS                          | Не поддерживается ядром, существует сторонний модуль. |
| GML                          | Не поддерживается.                                    |

### Поддерживаемые браузеры
Leaflet 0.7 поддерживает Chrome, Firefox, Safari 5+, Opera 12+ и IE 7—11.

## Сравнение с другими библиотеками
Leaflet обычно сравнивают с OpenLayers — обе являются открытым ПО, обе — клиентские библиотеки на JavaScript. Leaflet заметно компактнее, содержит около 7 тысяч строк против 230 тысяч у OpenLayers по состоянию на 2015. Leaflet занимает меньше места, чем OpenLayers (около 123 кБ против 423).
Также её сравнивают с проприетарной закрытой Google Maps API (впервые вышла в 2005) и Bing Maps API — они обе используют значительную часть на стороне сервера для предоставления таких услуг, как геокодировние, прокладка маршрутов, поиск и интеграция с дополнительным ПО, таким как Google Earth. Google Maps API дают скорость и простоту вместе с гибкостью, однако дают доступ только к сервисам Google Maps. Впрочем, DataLayer — часть Google’s API — позволяет использовать внешние данные.

## История
Leaflet появилась в 2010 как «Web Maps API» — библиотека на JavaScript для картографического провайдера CloudMade, где работал Владимир Агафонкин. В мае 2011 CloudMade объявил о выходе первого релиза Leaflet, написанного с нуля, но использующего фрагменты старого кода.
- 0.1: 17 мая 2011
- 0.2: 18 июня 2011
- 0.3: 14 февраля 2012
- 0.4: 30 июля 2012
- 0.5: 17 января, 2013

В версии 0.5 появилась поддержка дисплеев с повышенной плотностью и различные улучшения пользовательского интерфейса.
- 0.6: 26 июня 2013

В этой версии расширен ряд методов и событий API, улучшена юзабилити и добавлено сохранение GeoJSON. Она была завершена в ходе двухдневного код-спринта, поддержанного Mapbox.
- 0.7: 22 ноября 2013

Релиз был сконцентрирован на устранении неполадок. Было объявлено, что в ходе переработки будет пропадать обратная совместимость.
- 1.0: 27 сентября 2016

По сравнению с версией 0.7.7 было сделано более 400 изменений.
- 1.1: 27 июня 2017
- 1.2: 8 августа 2017
- 1.3: 15 января 2018
- 1.4: 30 декабря 2018
- 1.5: 8 мая 2019
- 1.6: 17 ноября 2019